# Línia 2 del TRAM Metropolità d'Alacant
La línia 2 és una de les línies del TRAM Metropolità d'Alacant, que serveix la zona metropolitana d'Alacant. Va ser inaugurada el 4 de setembre de 2013.
El seu traçat va des de la futura estació Intermodal d'Alacant i, actualment, des de la plaça dels Cavalls fins a Sant Vicent del Raspeig, passant pel Bulevard del Pla, l'Hospital General, Verge del Remei i la Universitat d'Alacant. És la línia més usada, amb més de 4 milions de passatgers. El trajecte es realitza en 27 minuts i té freqüències de 8-12 minuts.
El llistat complet de les seues parades és el següent, des del centre de la ciutat: Estels, Mercat, Marq-Castell (Marq-Castillo), la Goteta, Bulevard del Pla (Bulevar del Pla), Garbinet, Hospital, Mestre Alonso (Maestro Alonso), Pintor Gastón Castelló, Verge del Remei (Virgen del Remedio), Ciutat Jardí (Ciudad Jardín), Santa Isabel, Universitat i Sant Vicent del Raspeig.
Les estacions més cèntriques, de tipus metro, són compartides amb altres línies. En concret, Estels, Mercat i Marq-Castell són compartides amb les línies 1, 3 i 4.